# Musée du commerce de Nuremberg

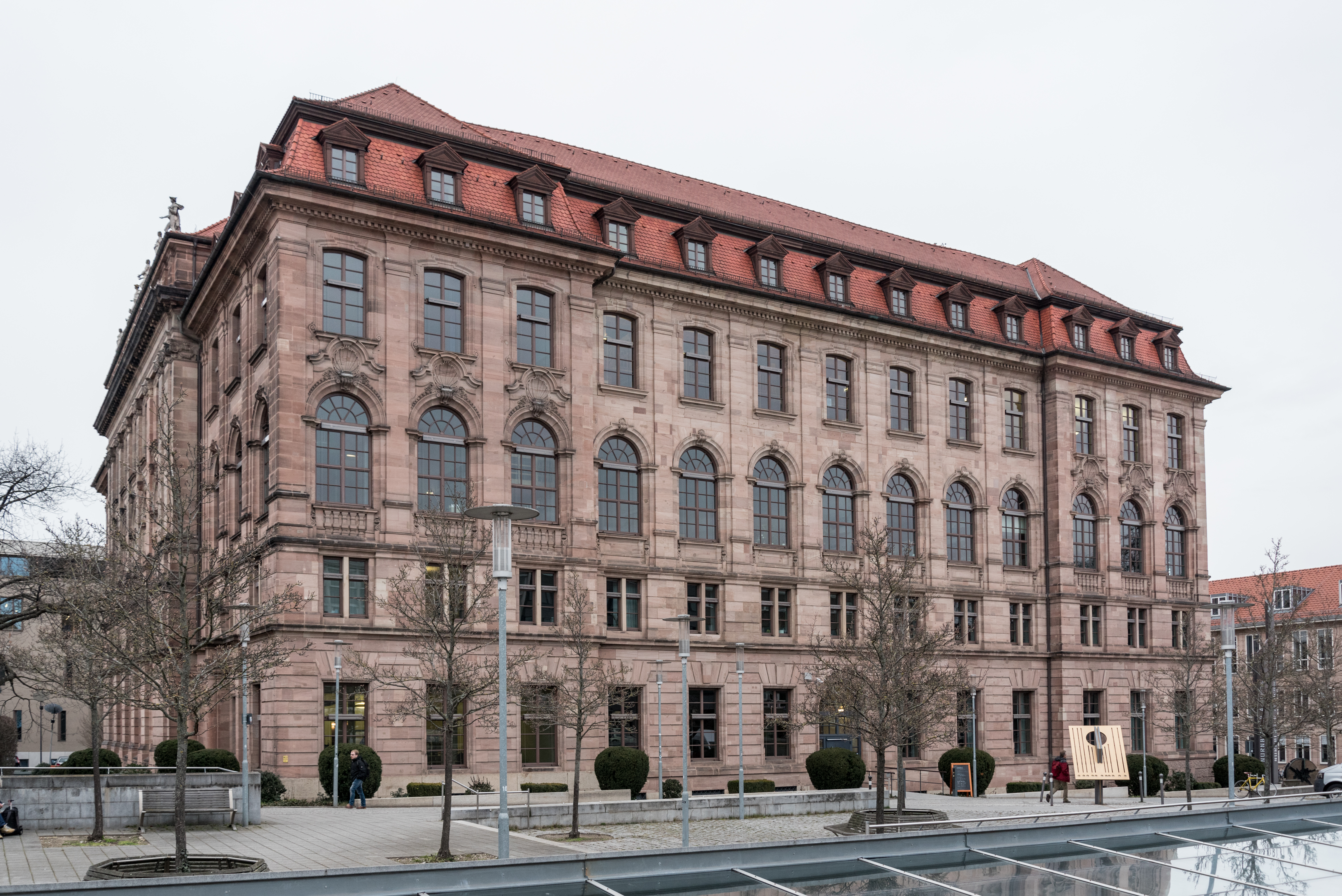
Bâtiment du musée

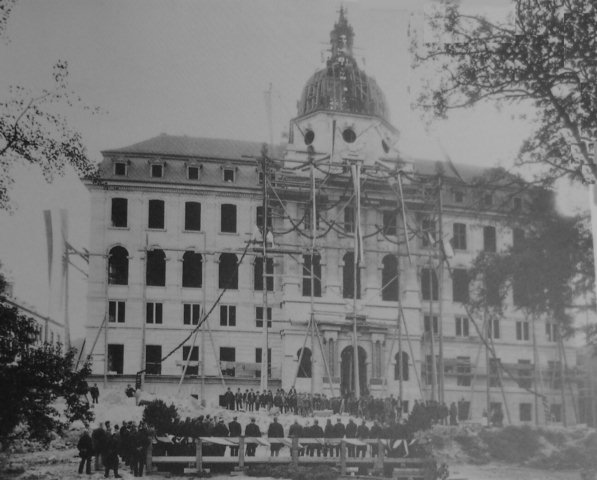
La cérémonie d'achèvement en 1894

Le musée du commerce de Nuremberg est un ancien bâtiment de musée de style néo-baroque à Nuremberg, qui abrite aujourd'hui le centre d'éducation de Nuremberg, la collection d'horloges Karl Gebhardt, la société allemande de chronométrie, l'agence bavaroise de gestion de projets et le ministère bavarois de la Santé et des Soins. Le bâtiment est un bâtiment classé. 

## Histoire
Le bâtiment servait à l'origine à la Landesgewerbeanstalt Bayern. Construit de 1892 à 1897 selon les plans de Theodor von Kramer, c'était l'un des plus grands édifices de la ville à l'époque. Le dôme du bâtiment a été complètement détruit lors des bombardements aériens pendant la Seconde Guerre mondiale ; cependant, le reste du bâtiment a été préservé.

## Littérature
- Christina Pallin: The Bavarian Trade Museum in Nuremberg, designs and execution of the new building up to 1897, Erlangen-Nuremberg, Université, mémoire de maîtrise, 1986.

## Liens web
- L'histoire du bâtiment sur le site de la Landesgewerbeanstalt Bayern
- Exposition anniversaire : 150 ans du Musée bavarois du commerce sur le site du Germanisches Nationalmuseum